# Moskalev SAM-13
Il Moskalev SAM-13 (in cirillico Москалев САМ-13) fu un caccia bimotore in configurazione traente-spingente e ad ala bassa realizzato dall'OKB 31 diretto da Aleksandr Sergeevič Moskalëv e sviluppato in Unione Sovietica nei tardi anni trenta e rimasto a livello di prototipo.
Caratterizzato dall'insolito aspetto per la presenza della coppia di motori Renault-Bengasi MV-6, due 6 cilindri in linea rovesciati da 220 CV (164 kW) ciascuno, posti in tandem davanti e dietro la cabina di pilotaggio unita alle due distinte travi di coda, ma con un impennaggio dall'unico elemento verticale centrale, a causa delle numerose carenze riscontrate dopo i primi voli di prova, due sole volte ai comandi di Nikolay Fikson alla fine del 1940, e poi per l'invasione tedesca durante la seconda guerra mondiale il suo sviluppo venne interrotto senza essere mai più ripreso.

## Caratteristiche tecniche

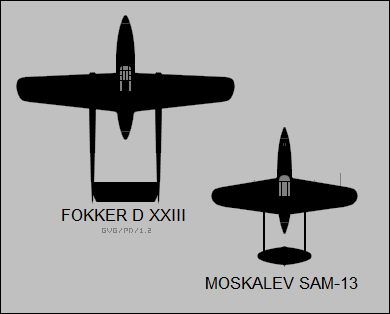
Comparazione di impostazione tecnica e dimensioni tra il Fokker D.XXIII ed il Moskalev SAM-13.

Aleksandr Sergeevič Moskalëv aveva iniziato questo progetto nel 1938, probabilmente dopo aver visto il mockup del Fokker D.XXIII presentato al pubblico in occasione del Salone internazionale dell'aeronautica di Parigi-Le Bourget del 1938.
Il velivolo era interamente costruito in legno e presentava prestazioni molto interessanti per la tecnologia dell'epoca anche a dispetto dei due motori decisamente poco potenti.
Il timone e la pinna di coda singola erano collegati alla struttura alare da due robuste travi, le ali erano a pianta semiellittica e la cabina di pilotaggio posta sul bordo anteriore delle stesse. Fu uno dei primi aeromobili russi ad avere il carrello di tipo triciclo anteriore retrattile. Il pilota grazie alla avanzata disposizione della cabina di pilotaggio posta tra i due motori godeva di una eccellente visibilità anche grazie ad un tettuccio di plexiglas.
Grazie alla aerodinamica curata e al peso di soli 1 183 kg a vuoto aveva un eccellente rapporto peso potenza di 5,9 lb/hp (2,7 kg/hp), esso mostrò di avere una velocità, nei due soli collaudi effettuati, al livello del mare di 292 mph (470 km/h), e in quota, ad un'altitudine di 19.000 ft - 5.800 m, di 422 miglia all'ora (680 km/h).
I problemi riscontrati durante i collaudi erano dovuti alla posizione troppo vicina al motore posteriore degli impennaggi di coda, vicinanza che determinava problemi di scia.
Il raffreddamento del motore posteriore non era ottimale, ed inoltre durante il decollo e l'atterraggio i detriti sollevati dal carrello potevano danneggiare il sistema di raffreddamento dello stesso motore. Infine il pilota non era protetto in caso di atterraggio con impatto frontale dall'inerzia del motore che si sarebbe proiettato sulla cabina di pilotaggio.
Malgrado le premesse estremamente favorevoli e le prestazioni degne dei migliori monomotore dell'epoca il progetto fu abbandonato per l'invasione da parte dei nazisti del territorio sovietico. In questa decisione ebbe un ruolo rilevante il fatto che l'aereo fosse difficile da armare adeguatamente per renderlo un velivolo efficace in battaglia a dispetto delle sue ottime prestazioni.
La struttura del SAM 13 era simile a quella del coevo aeroplano olandese Fokker D.XXIII, pur differendone molto per il peso, circa la metà, per le minori dimensioni e per prestazioni quasi pari al doppio.